# 괴산 외사리 당간지주
괴산 외사리 당간지주(槐山 外沙里 幢竿支柱)는 충청북도 괴산군 칠성면 외사리에 있는 당간지주이다. 1984년 12월 31일 충청북도의 유형문화재 제139호로 지정되었다.

## 개요
당간지주는 사찰 입구에 설치하는 것으로, 절에 행사나 의식이 있을 때면 이곳에 당이라는 깃발을 달아두는데, 깃발을 거는 길쭉한 장대를 당간이라 하고, 당간을 양쪽에서 지탱해 주는 두 돌기둥을 당간지주라 한다.
이 당간지주는 양 기둥에 별다른 조각이 없다. 기둥 사이에는 당간을 꽂았던 둥근 받침돌이 2단으로 마련되어 있는데, 그 윗면 가운데에 높히 솟아오른 부분을 두어 여기에 깃대를 끼웠던 것으로 보인다. 기둥 안쪽면에는 아래위로 홈을 두어 당간을 고정시키도록 하였다.
조각솜씨가 세련되거나 정교하지 못하나 간결한 모습을 보이고 있어, 고려시대 전기의 작품으로 짐작된다.

## 참고 자료
- 괴산 외사리 당간지주 - 국가유산청 국가유산포털